# Петко Хинов
Петко Тодоров Хинов (псевдоними: Филип Андреев, Български инок) е български преводач, поет и писател.

## Биография и творчество
Роден е на 4 септември 1972 г. в Пловдив. Завършва средното си образование в Пловдивската английска гимназия (1991), а след това Софийския университет с първа специалност Китайска филология и втора специалност Румънска филология (1996).
Публикува стихосбирката „Плачевни напеви за родния край и душата“ в интернет-сборника „Православен дом“ под псевдоним Филип Андреев. Там са поместени и други негови разкази и статии. Преводач е на статии и книги от английски, руски, румънски, китайски, сръбски и църковнославянски език на български език, а също така от български на английски, руски и китайски език. Някои от преводите му са публикувани в интернет. Автор на богослужебни химни и служби на църковнославянски език. Записва и публикува в интернет аудиокниги на собствения си сайт.
През 2006 г. излиза от печат съставеният него сборник, посветен на мъчениците от Батак, със заглавие „По дирите на българските новомъченици, т.1 – Баташките новомъченици“.
През 2010 – 2013 г. работи в Китай като учител по английски език във Фошан, провинция Гуандун, Китай.
През 2013 г. се завръща в България с китайската си съпруга и оттогава работи като преводач (китайски, старокитайски, старобългарски, староруски) сътрудник, редактор и консултант на издателство „Изток-Запад“.
През юли 2015 г. участва в „Научно-образователна програма за млади китаисти“, организирана от Министерство на културата на КНР и Китайската академия по социални науки, работи в Института по изучаване на романа „Сън в алени покои“, плод на което е изследването „Сълзите на любовта между носталгията и красотата в романа „Сън в алени покои“ и българската литература“.
През април 2016 г. Петко Т. Хинов е приет за член на Съюза на преводачите в България (секция Художествена литература).

## Награди
- 2014 – Специална награда за годината на Съюза на преводачите в България за изключително високи постижения в областта на превода, за превод от старокитайски на книгите „Тридесет и шестте стратегеми“ и „Нощни разговори край огнището“ (Издателство „Изток-Запад“)
- 2015 – Национална награда на Министерство на културата „Христо Г. Данов“ за превода на „Сън в алени покои“ т.1 от Цао Сюецин.[9]
- 2017–Награда за особен принос към китайската книга 第十一届中华图书青年成就奖

## Преводи
От съвременен китайски език
- Мо Йен, Уморен да се раждам и да умирам (роман, 《生死疲劳》莫言著). „Летера“, 2015, 887 с.
- Сю Джимо, Избрани стихотворения. Списание „Институт Конфуций“, 1/2013
- Лин Ютан, Бит и душевност на моя народ (китайска народопсихология《吾國與吾民》林語堂著). „Изток-Запад“, 2015, 448 с., превод от английски и китайски език
- Чън Цихун, Първи стъпки в китайската медицина (《一看就懂：圖解中醫入門》陳祈宏著). „Изток-Запад“, 2017, 264 с.
- Петко Хинов 韩裴,《归宿：爱中国，爱保加利亚》，译者:陈晓颖，中译出版社, 2020, 318 с., написанто на английски език

От съвременен китайски език на английски
- Tao Yi, Qin The Guangling School, 廣陵琴派/符號江蘇口袋本, 陶藝著, XANADU PUBLISHING LTD, 2017, 165 pages
- Lu Haiming, Republican Nanjing Architecture, 南京民國建築,  盧海鳴著 , XANADU PUBLISHING LTD,  2019, 223pages

От старокитайски и средновековен китайски
- Анонимен, Тридесет и шестте стратегеми (《三十六計》, трактат по военно изкуство, с коментари и тълкования от преводача). „Изток-Запад“, 2013, 320 с.
- Уан Юнбин, Нощни разговори край огнището (《圍爐夜話》王永彬著, „миниатюри от чисти слова“ с коментари и тълкования от преводача). „Изток-Запад“, 2014, 288 с.
- Цао Сюецин, Сън в алени покои, т.1 (《紅樓夢》第一冊，曹雪芹著, средновековен роман), „Изток-Запад“, 2015, 608 с.
- Ши Юкун, Чудните дела на съдията Бао, т.1 (《七俠五義》第一冊，石玉昆著, средновековен приключенски роман), „Изток-Запад“, 2016, 544 с.
- Цао Сюецин, Сън в алени покои, т.2 (《紅樓夢》第二冊，曹雪芹著, средновековен роман), „Изток-Запад“, 2016, 608 с.
- Ши Юкун, Чудните дела на съдията Бао, т.2 (《七俠五義》第二冊，石玉昆著, средновековен приключенски роман), „Изток-Запад“, 2017, 408 с.
- Основни понятия в китайската мисъл и култура, книга пръва (《中華思想文化術語》第一冊), „Изток-Запад“, 2017, 144 с.
- Цао Сюецин, Сън в алени покои, т.3 (《紅樓夢》第三冊，曹雪芹著, средновековен роман), „Изток-Запад“, 2018, 624 с.
- Основни понятия в китайската мисъл и култура, книга втора (《中華思想文化術語》第二冊), „Изток-Запад“, 2018, 160 с.
- Основни понятия в китайската мисъл и култура, книга трета (《中華思想文化術語》第三冊), „Изток-Запад“, 2018, 152 с.
- Цао Сюецин, Сън в алени покои, т.4 (《紅樓夢》第四冊，曹雪芹著, средновековен роман), „Изток-Запад“, 2019, 544 с.
- Основни понятия в китайската мисъл и култура, книга четвърта (《中華思想文化術語》第四冊), „Изток-Запад“, 2019, 160 с.
- Ши Юкун, Чудните дела на съдията Бао, т.3 (《七俠五義》第三冊，石玉昆著, средновековен приключенски роман), „Изток-Запад“, 2020, 400 с.
- Основни понятия в китайската мисъл и култура, книга пета (《中華思想文化術語》第五冊), „Изток-Запад“, 2019, 160 с.
- Ши Юкун, Чудните дела на съдията Бао, т.4 (《七俠五義》第四冊，石玉昆著, средновековен приключенски роман), „Изток-Запад“, 2021, 432 с.
- Основни понятия в китайската мисъл и култура, книга шеста (《中華思想文化術語》第六冊), „Изток-Запад“, 2021, 152 с.
- Лян Цичао, Шест беседи за конфуцианството 《儒學六講》梁啟超著, „Изток-Запад“, 2022, 352 с.

От български език
- Петко Хинов, Баташките новомъченици, (The New Martyrs of Batak), „СВ. АПОСТОЛ И ЕВАНГЕЛИСТ ЛУКА“, 2006, 330с.
- Петко Хинов, Българско народознание и превод. „Български-бестселър“, 2019, 136 с.

От църковнославянски език
- Акатист към Cв. равноапостолен Константинополски патриарх Фотий изповедник, С., 2004
- Акатист към чудотворната икона на пресвета Богородица „Радост на всички скърбящи“, С., 2005
- Акатист към св. великомъченик Мина, С. 2007
- Бденна служба и акатист към светите Баташки новомъченици (автор, на църковнославянски, преводач – на български език. С., 2007, 95 с.)
- Псалтир, С., 2009, неиздаден, 180 с.

От сръбски език
- Епископ Николай Велимирович, Вярвам в един Бог: тълкование на Символа на православната вяра. „Св. ап. и ев. Лука“, С., 2005, 102 с.
- Епископ Николай Велимирович, Над изтока и запада: осем философски размисъла за православните Балкани. „Св. ап. и ев. Лука“, С., 2004, 42 с.

От руски език
- Светител Теофан Затворник, Кратки мисли за всеки ден от годината върху църковните четива от словото Божие, неиздаден, С., 2005, 304 с.

От румънски на църковнославянски език
- Служба преподобному и богоносному отцу нашему Димитрїю Новому, Басарбовскому, С., 2006

От английски на църковнославянски език
- Служба иже во святыхъ отцу нашему преподобному Иларiону Митрополиту Кiевскому схимнику Печерскаго монастыря, егоже святыя мощи въ дальнихъ пещерахъ покоятся, С., 2015
- Служба святому благовѣрному царю Сербскому Владиславу-Стефану, С., 2016